# Mangawhai
Mangawhai est une localité de la région du Northland, située dans l’Île du Nord de la Nouvelle-Zélande.

## Situation
Proche du mouillage de Mangawhai Harbour, le centre-ville de Mangawhai est au niveau de l’extension vers le sud-ouest du port et le centre de Mangawhai Heads est à 5 km au nord-est.
La ville de Kaiwaka est à 13 km au sud-ouest, et celle de Waipu est à 20 km au nord-ouest de 'Mangawhai Heads'  , .

## Population
La population de  Mangawhai  selon les statistiques du district était de 1329 habitants selon le recensement de 2013 en Nouvelle-Zélande, en augmentation de 411 habitant par rapport à recensement de 2006 en Nouvelle-Zélande.
Les statistiques du district couvrent une zone significativement plus large que le centre-ville.
La population de ‘Mangawhai Heads’ était de 1086 habitants en 2013, en augmentation de 234 personnes par rapport au recensement de 2006 en Nouvelle-Zélande.

## Histoire
Au début et au milieu du XIXe siècle, le mouillage de  Mangawhai Harbour fut l’un des principaux points d’accès pour le district de Kaipara.
Les Maori de l’iwi des Ngāti Whātua (en), l’utilisèrent pour tirer le waka de Kaiwaka à Mangawhai .
Un parti de la guerre des Ngā Puhi débarqua au niveau de  Mangawhai  en février 1825 et se déplaca de 12 km vers l’intérieur pour affronter les Ngāti Whātua (en) au niveau de «Te Ika-a-ranga-nui » près de Kaiwaka  , .
Plus tard au cours du XIXe siècle, les colons voulurent se déplacer par bateaux allant d ' Auckland à  Mangawhai , en marchant ensuite jusqu’à  Kaiwaka et à nouveau en se déplaçant par voie d’eau à travers le mouillage de Kaipara Harbour (en).
Mais au début des années 1860, une voie terrestre pour les  chariots exista entre  Mangawhai et  Kaiwak  .

### Les carrières de sable
L’ extraction du sable  commença au niveau de Mangawhai Harbour (en) » au début des années 1940 .
En 1978, l’effondrement des dunes de sables, aurait été causé par cette extraction excessive du sable  , , près du port pendant les 5 ans et demi d'exploitation .
De 1993  à 2004, le sable fut alors dragué par succion pour son usage commercial plus loin à partir de la barre de sable de « Mangawhai Heads» .
En 2004, l'association: « Mangawhai Harbour Restoration Society » gagna une décision de la cour de l’environnement (en) pour arrêter l’octroi d’une nouvelle licence  d’exploitation du sable .
Les compagnies telles que Mc Callum Brothers (en), redemandèrent au conseil régional d’Auckland (en) une nouvelle licence mais l’autorisation fut annulée en 2005 .
En janvier 2008 une autre demande pour l’extraction de sable au niveau de la «Mangawhai Forest» fut soutenue devant la cour de justice pour l’Environnement .

## Éducation
- L’école de Mangawhai Beach School est une école mixte primaire (allant de l'année 1 à 8) avec un taux de décile de 6 et un effectif de 316 élèves [13].

## Curiosité géographique
La ville de  Mangawhai  est exactement aux Antipodes de la ville d’Espagne d’Algésiras, proche de la colonie britannique de Gibraltar.